# Festival Cinéalma
 (juin 2015).
Si vous disposez d'ouvrages ou d'articles de référence ou si vous connaissez des sites web de qualité traitant du thème abordé ici, merci de compléter l'article en donnant les références utiles à sa vérifiabilité et en les liant à la section « Notes et références ».
Le festival Cinéalma, fondé par Charles Scibetta se déroule tous les ans dans la ville de Carros (Alpes-Maritimes). La première édition a eu lieu en 2006. Il est co-organisé par la ville de Carros et l'association Cinéactions. Le festival propose des films réalisés par ou consacrés à des pays du bassin méditerranéen, le sous-titre, relayant le nom, du festival étant « L'âme de la Méditerranée ». Ces événements permettent des échanges entre cinéphiles et réalisateurs. Les séances de projections, aux mois d'octobre à la Salle de spectacle Juliette Gréco, sont suivies généralement d'un échange avec des participants à la réalisation du film et d'un vote à bulletin secret du public.

## Historique

### 2006
La première édition a été parrainée par le réalisateur Merzak Allouache.

#### Films présentés
- Chouchou
- Bab el web
- Ali Zaoua prince de la rue
- Beur blanc rouge
- Tenja
- Zaïna, cavalière de l'Atlas
- Le thé d'Ania
- Bled Number One
- Poupées d'argile
- Barakat!
- Marock
- Un été à La Goulette
- Azur et Asmar
- Il était une fois dans l'oued
- La Trahison
- Les yeux secs
- Le pain nu

#### Palmarès
- Grand Prix : Tenja de Hassan Legzouli

### 2007
Cette édition a été parrainée par l'actrice et chanteuse Biyouna.

#### Films présentés
- In un altro paese (it)
- Cartouches gauloises
- Lamine la Fuite
- La graine et le mulet
- Azul (orcuro casi negro)
- Bab'Aziz, le prince qui contemplait son âme
- Caramel
- Delice Paloma
- Fleur d'oubli
- I fratelli d'Italia
- Juanita de Tanger
- Making of
- Mon frère est fils unique
- Morituri
- Les naufragés de Carthage
- Sarajevo, mon amour

#### Palmarès
- 1er prix: In un altro paese de Marco Turco
- 2d prix : Cartouches gauloises de Mehdi Charef
- 3e prix : Lamine la fuite de Samia Chala

### 2008
Cette édition a été parrainée par le réalisateur, scénariste et acteur Rabah Ameur-Zaïmeche.

#### Films présentés
- Dans la vie
- La maison jaune
- Les Citronniers
- Ce cher mois d'août
- Dernier maquis
- Des poupées et des anges
- Falafel
- Française
- Il divo
- Il resto della notte
- La Soledad
- Le Chaos..?
- Le piège
- Le Sel de la mer
- Les Cœurs brûlés
- Made in Italy
- Mare Nostrum
- Nocturna, la nuit magique
- Une histoire italienne
- 10 courts... 10 regards
- 24h dans la life de ma mère
- Valse avec Bachir
- Premières Neiges

#### Palmarès
- Grand prix : Dans la vie de Philippe Faucon
- Prix spécial : La maison jaune de Amor Hakkar
- Prix coup de cœur : Les Citronniers de Eran Riklis

### 2009

#### Films présentés
- Mimezrane, la fille aux tresses
- Amours voilées
- La Pivellina
- Cendres et sang
- Mascarades
- Number one
- Cinecitta
- Amerrika
- Jaffa
- Sempre vivu !
- Le Facteur
- Le Temps qu'il reste
- Miracle à palerme
- Vincere
- Mia et le Migou
- Viaggio segreto
- Tu n'aimeras point
- Casanegra
- Quell'estate felice
- Fados
- Inland
- L'Anniversaire de Leila
- La sicilienne

#### Palmarès
- Grand prix : La sicilienne de Marco Amenta
- Prix Spécial : Mascarades de Lyes Salem
- Coup de cœur ex-aéquo : La pivellina de Tizza Covi et L'Anniversaire de Leila de Rashid Masharawi

### 2010
Cette édition a été parrainée par l'acteur, réalisateur et metteur en scène Daniele Luchetti.

#### Films présentés
- Benda Bilili
- La nostra vita
- Yo tambien
- Miel
- L'Inconnue
- La bella gente
- Fin décembre
- Harragas
- Les Secrets
- Draquila : L'Italie qui tremble
- Les aventures de Don Quichotte
- L'italien
- Les Oubliés de l'histoire
- Des hommes et des dieux
- Cellule 211
- J'ai oublié de te dire...
- Fissures
- Femmes du Caire
- Le Fil
- Baarìa
- Les Barons
- Hors la loi
- L'Étrange Affaire Angélica
- Copie conforme

#### Palmarès
- Grand Prix : Benda Bilili de Florent de La Tullaye et Renaud Barret.
- Prix Spécial : Draquila : L'Italie qui tremble de Sabina Guzzanti.
- Prix coup de cœur : J'ai oublié de te dire... de Laurent Vinas-Raymond.

### 2011

#### Films présentés
- La Source des femmes
- Pa Negre
- Plus jamais peur
- Voyage à Alger
- La cinquième corde
- Corpo celeste
- 18 jours
- Flamenco, Flamenco
- Beyrouth hôtel
- L'Empire des Rastelli
- La mosquitera
- Les contes de la nuit
- La Fille du puisatier
- Les Hommes libres
- Les tortues ne meurent pas de vieillesse
- Une séparation
- Microphone
- Larbi
- My land
- Sur la planche
- Terraferma
- Le chat du rabbin
- Footnote
- La prima cosa bella
- La Mosquée
- Habemus Papam

#### Palmarès
- Grand Prix : Les Hommes libres de Ismaël Ferroukhi.
- Prix Spécial : Flamenco, Flamenco de Carlos Saura.
- Prix coup de cœur : My land de Nabil Ayouch.

### 2012

#### Films présentés
- La Vierge, les Coptes et moi...
- L'Amante du Rif
- Les Femmes du bus 678
- Les Chants de Mandrin
- Militantes
- Winou Baba
- L'Artiste et son modèle
- Polluting Paradise
- Une famille respectable
- Histoires tunisiennes
- Dima Brando
- La petite Venise
- Zarafa
- Chercher le garçon
- Après la bataille
- Téléphone arabe
- Elefante blanco
- Annalisa
- Tabou
- Djeca
- Andalousie, mon Amour
- Si la graine ne meurt pas
- Mon père va me tuer
- Derrière la colline
- Les Voisins de Dieu
- Androman... de sang et de charbon
- Rengaine
- Le Repenti
- César doit mourir

#### Palmarès
- Grand Prix : La Vierge, les Coptes et moi... de Abdel Messeeh.
- Prix Spécial : La petite Venise de Andrea Segre.
- Prix coup de cœur : Les Femmes du bus 678 de Mohamed Diab.

### 2013

#### Films présentés
- Au bout du conte
- Miele
- My Sweet Pepper Land
- Omar
- Les apaches
- Malak
- Afrik'aïoli
- Groupe d'élite
- Le professeur
- Parfum d’Alger
- Zero
- Salvo
- Le Roi et l'Oiseau
- La traviata
- La grande bellezza
- Un château en Italie
- Chaque jour que Dieu fait
- Rêves d'or
- Blancanieves
- Ali a les yeux bleus
- La Vie d'Adèle : Chapitres 1 et 2
- Youth
- La Tour de guet
- A Cube of Sugar (Un morceau de sucre)
- Millefeuille
- Cadences obstinées
- Rock The Casbah
- Inch’Allah
- Femmes hors la lois
- Ton absence
- The Lunchbox

#### Palmarès
- Grand Prix : Millefeuille de Nouri Bouzid
- Prix spécial : Le professeur de Mahmoud Ben Mahmoud
- Coup de Cœur : Anni Felici de Daniele Luchetti

### 2014

#### Films présentés
- Epilogue
- Le Procès de Viviane Amsalem
- Jack et la mécanique du cœur
- L’institutrice
- Palestine Stéréo
- Enfants des nuages, la dernière colonie
- Xenia
- Les Francis
- Les merveilles
- Les chemins de la mémoire (Los caminos de la memoria)
- La Blessure
- Fièvres
- L'Oranais
- Le veau d’or
- Les Raisins de l’espoir
- L'Incomprise
- Carmina Revienta
- Comme le vent
- Geronimo
- Le Chemin de Halima
- Libre (Horba)
- Palerme
- Vivir es fácil con los ojos cerrados
- Exit Maroc
- La Belle Jeunesse
- Il Capitale Umano
- Mezzanotte – Les nuits de David (Piu biuo di Mezzanote)
- Winter Sleep
- Sotto Voce
- Les Terrasses
- Refugiado
- Timbuktu
- Hope

#### Palmarès
- Premier prix : Les Raisins de l’espoir, de Bay Okan
- Prix spécial : Les chemins de la mémoire (Los caminos de la memoria), de Jose Luis Penafuerte
- Prix coup de Cœur : Comme le vent, de Marco Simon Puccioni